# Thurbo

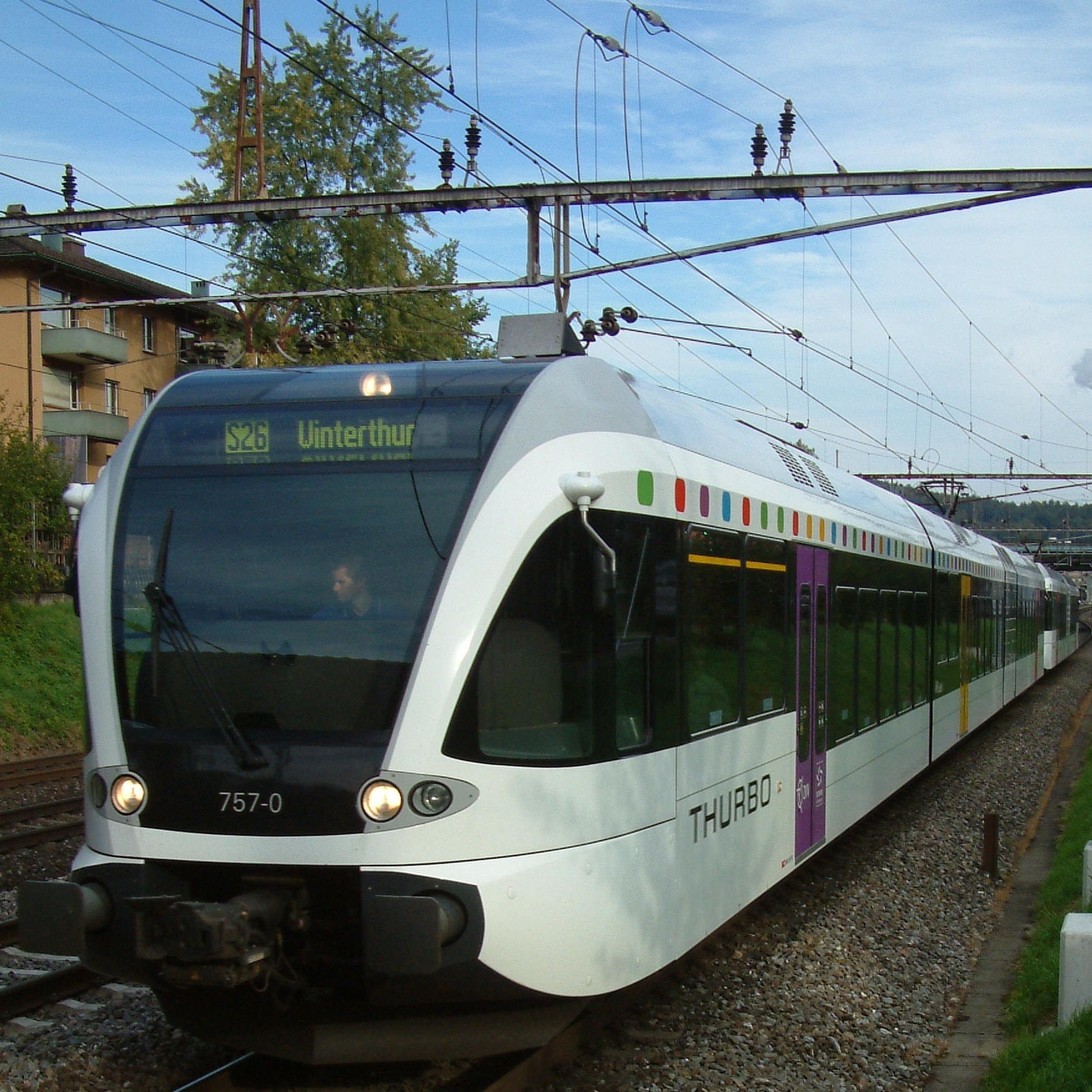
Thurbo GTW 757

Thurbo SA est une entreprise ferroviaire suisse.
La société a été fondée le 21 septembre 2001 entre les Chemins de fer fédéraux suisses, qui détiennent 90 % du capital-action, et le Mittelthurgaubahn (MThB) à la suite de graves problèmes financiers de cette dernière. Thurbo assure l'exploitation du trafic régional de l'est de la Suisse. Son nom vient de « thur » pour le canton de Thurgovie qui détient 10 % du capital et « BO » pour Bodenseebahn. Le démarrage opérationnel date du 15 décembre 2002.

## Histoire du MThB
Lors de sa mise en exploitation le 20 novembre 1911, la ligne de 42 km à voie normale (1435mm) reliait par des trains à vapeur puis diesel dès 1941, la commune de Wil (SG) vers Kreuzlingen au bord du lac de Constance et vers la gare du Deutsche Bahn de Constance en Allemagne. Dès 1965, la ligne fut électrifiée.
Après la Seconde Guerre mondiale, la compagnie favorisa le développement de la Suisse orientale en réduisant les prix du transport de marchandise. Malheureusement, de nombreuses difficultés financières eurent raison de cette compagne qui trouva son épilogue lors de sa 98e assemblée générale. La nouvelle société a comme objectif d'exploiter les synergies et d'accroître la part de marché en Suisse orientale et en Allemagne. Son réseau représente actuellement 658 km de voie,.

## Matériels roulants
Entre 2003 et 2013, Stadler Rail a livré 95 automotrices GTW. La compagnie a également repris 15 GTW des CFF. Le GTW existe en version courte (GTW 2/6) et en version longue (GTW 2/8).
En 2022, une nouvelle commande d'automotrices à Stadler Rail a été effectuée en relation avec les CFF et RegionAlps.

## Thurbrücke Ossingen

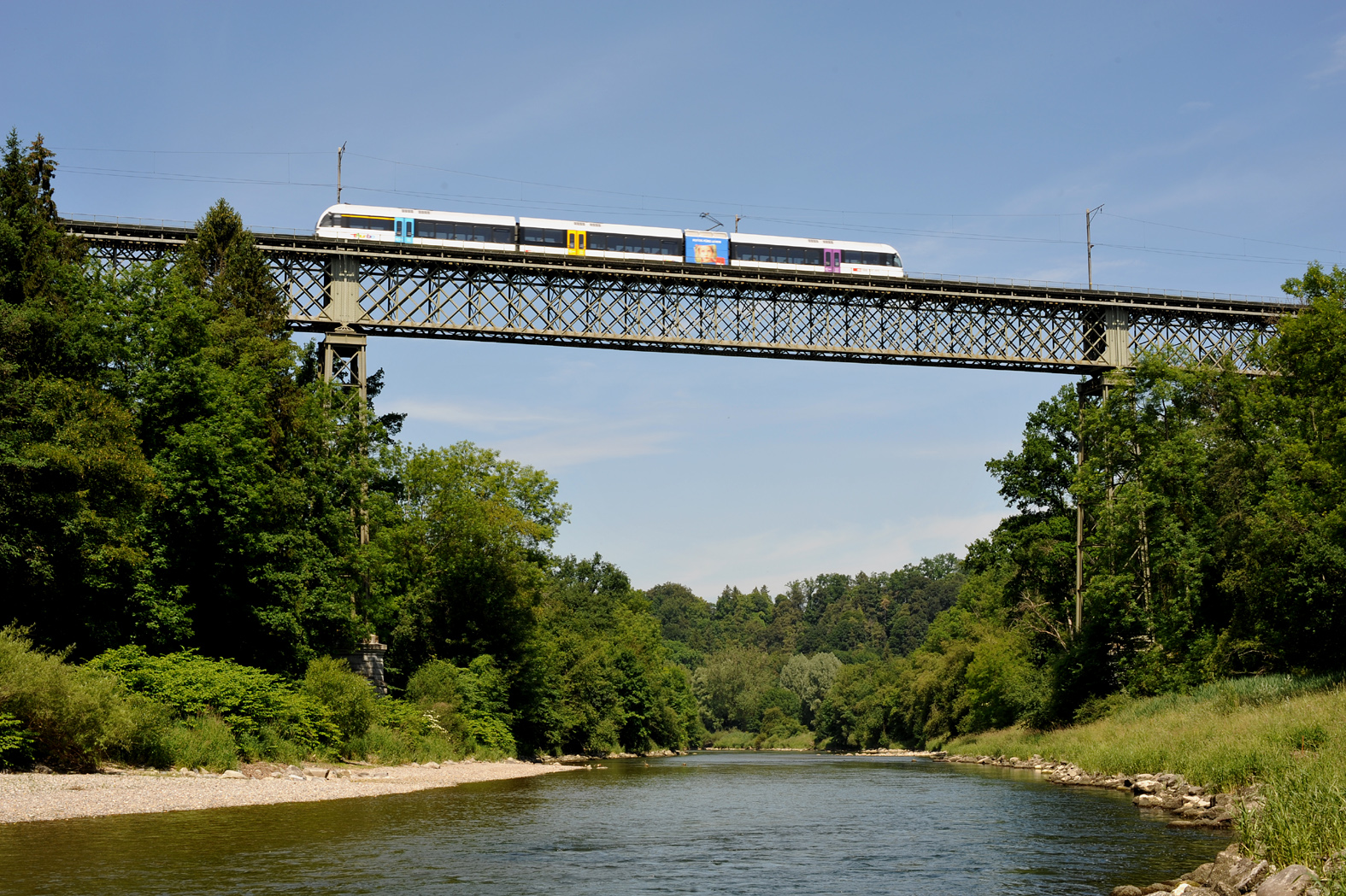
Une vue du pont en treillis

Ce pont en treillis d'acier, construit en 1876, a été classé comme biens culturels d'importance nationale dans le canton de Zurich. En 2021, les CFF investissent pour le consolider et renforcer sa sécurité structurelle afin de permettre la circulation à vitesse normale des trains. Il avait déjà été renforcé en 1907.
Le pont d'une longueur de 332 mètres, est situé dans la zone des communes d'Ossingen et d'Adlikon entre les gares Ossingen et Thalheim an der Thur, au nord du canton de Zurich.